# Hayat Ahmed

## Giới thiệu
Hayat Ahmed Mohammed (sinh năm 1982) là một người mẫu Ethiopia và nữ hoàng sắc đẹp. Tên của cô trong tiếng Ả Rập có nghĩa là "Cuộc Sống". Hayat Ahmed là đại diện đầu tiên của Ethiopia tham gia cuộc thi Hoa hậu Thế giới. Tại thời điểm thi đấu, cô là sinh viên năm ba tại Đại học Unity theo đuổi một khóa học về Hệ thống quản lý thông tin.
Trong cuộc thi Hoa hậu Thế giới năm 2003 với 100 thí sinh, Hayat đã lọt vào bán kết và danh hiệu "Nữ hoàng Sắc đẹp Lục địa - Châu Phi". Cuộc thi đã diễn ra ở Trung Quốc và được 1 tỷ người xem.
Hayat hiện đang tập trung thời gian của mình vào việc thúc đẩy sử dụng bao cao su và đưa nhận thức về HIV / AIDS đến các khu vực khác của đất nước. Điều này đã làm dấy lên sự phẫn nộ và tuyên bố rằng cô là một kẻ đạo đức giả khi cô là một phụ nữ Hồi giáo lại quảng bá Tình dục an toàn ở Ethiopia, một đất nước bảo thủ văn hóa, bằng cách sử dụng quảng cáo quyến rũ kiểu phương Tây cho bao cao su trên biển quảng cáo.

## Hoạt động gần đây
Hayat bây giờ điều hành Bellissima, một quán cà phê bao cao su gây tranh cãi ở Addis Ababa, nơi tất cả các khách hàng quen đều được cung cấp bao cao su với biên lai. "Một số người Ethiopia bị sốc khi họ mang hóa đơn với bao cao su, một số người nói rằng chúng tôi đang quảng bá sự vô đạo đức" - một người phục vụ cho biết trong năm 2008.
Đến năm 2010, Bellissima được tổ chức khá tốt và vẫn phân phối bao cao su có hương vị cà phê miễn phí với sự tài trợ của Marie Stopes International. Bao cao su cũng có sẵn để bán dưới cái tên "Sensation" và là bao cao su đắt nhất trên thị trường Ethiopia. Tuy nhiên, cô phải đối mặt với việc trỉ trích từ các giáo sĩ Hồi giáo và từ Giáo hội Chính thống Ethiopia.
Năm 2008, Hayat Ahmed được đào tạo phi công hàng không từ Trường bay hàng không Phoenix East.